# Tenebriochernes concavus
Espèce
Tenebriochernes concavus est une espèce de pseudoscorpions de la famille des Chernetidae.

## Distribution
Cette espèce est endémique du département de Sucre en Colombie. Elle se rencontre vers Toluviejo.

## Description
Les mâles mesurent de 2,76 à 2,85 mm et les femelles de 3,23 à 3,85 mm.

## Publication originale
- Bedoya-Roqueme & Torres, 2019 : Tenebriochernes, a new genus and species of Chernetidae (Arachnida:Pseudoscorpiones) from north-western Colombia, with ecological observations. Zootaxa, no 4624(1), p. 87–107.